# Gran Premio de Alemania de Motociclismo de 2018
El Gran Premio de Alemania de Motociclismo de 2018 (oficialmente Pramac Motorrad Grand Prix Deutschland) fue la novena prueba del Campeonato del Mundo de Motociclismo de 2018. Tuvo lugar el fin de semana del 13 al 15 de julio de 2018 en el circuito de Sachsenring situado en la localidad de Hohenstein-Ernstthal en el estado de Sajonia, Alemania.
La carrera de MotoGP fue ganada por Marc Márquez, seguido de Valentino Rossi y Maverick Viñales. Brad Binder fue el ganador de la prueba de Moto2, por delante de Joan Mir y Luca Marini. La carrera de Moto3 fue ganada por Jorge Martín, Marco Bezzecchi fue segundo y John McPhee tercero.

## Resultados

### Resultados MotoGP
Franco Morbidelli fue reemplazado por Stefan Bradl después de la primera sesión de práctica debido a una lesión.
| Pos.    | N.º | Piloto           | Constructor | Vueltas | Tiempo    | Parrilla | Puntos |
| ------- | --- | ---------------- | ----------- | ------- | --------- | -------- | ------ |
| 1       | 93  | Marc Márquez     | Honda       | 30      | 41:05.019 | 1        | 25     |
| 2       | 46  | Valentino Rossi  | Yamaha      | 30      | +2.196    | 6        | 20     |
| 3       | 25  | Maverick Viñales | Yamaha      | 30      | +2.776    | 4        | 16     |
| 4       | 9   | Danilo Petrucci  | Ducati      | 30      | +3.376    | 2        | 13     |
| 5       | 19  | Álvaro Bautista  | Ducati      | 30      | +5.183    | 9        | 11     |
| 6       | 99  | Jorge Lorenzo    | Ducati      | 30      | +5.780    | 3        | 10     |
| 7       | 4   | Andrea Dovizioso | Ducati      | 30      | +7.941    | 5        | 9      |
| 8       | 26  | Dani Pedrosa     | Honda       | 30      | +12.711   | 10       | 8      |
| 9       | 5   | Johann Zarco     | Yamaha      | 30      | +14.428   | 13       | 7      |
| 10      | 38  | Bradley Smith    | KTM         | 30      | +21.474   | 16       | 6      |
| 11      | 55  | Hafizh Syahrin   | Yamaha      | 30      | +25.809   | 17       | 5      |
| 12      | 29  | Andrea Iannone   | Suzuki      | 30      | +25.963   | 8        | 4      |
| 13      | 53  | Esteve Rabat     | Ducati      | 30      | +29.040   | 18       | 3      |
| 14      | 43  | Jack Miller      | Ducati      | 30      | +29.325   | 14       | 2      |
| 15      | 45  | Scott Redding    | Aprilia     | 30      | +34.123   | 19       | 1      |
| 16      | 6   | Stefan Bradl     | Honda       | 30      | +38.207   | 20       |        |
| 17      | 12  | Thomas Lüthi     | Honda       | 30      | +49.369   | 21       |        |
| 18      | 17  | Karel Abraham    | Ducati      | 30      | +1:01.022 | 22       |        |
| 19      | 10  | Xavier Siméon    | Ducati      | 30      | +1:16.692 | 23       |        |
| Ret     | 35  | Cal Crutchlow    | Honda       | 9       | Caída     | 7        |        |
| Ret     | 30  | Takaaki Nakagami | Honda       | 4       | Caída     | 12       |        |
| Ret     | 42  | Álex Rins        | Suzuki      | 0       | Caída     | 11       |        |
| Ret     | 44  | Pol Espargaró    | KTM         | 0       | Caída     | 15       |        |
| DNS     | 41  | Aleix Espargaró  | Aprilia     |         | No corrió |          |        |
| DNS     | 36  | Mika Kallio      | KTM         |         | No corrió |          |        |
| Fuente: |     |                  |             |         |           |          |        |

### Resultados Moto2
| Pos.    | N.º | Piloto              | Constructor | Vueltas | Tiempo     | Parrilla | Puntos |
| ------- | --- | ------------------- | ----------- | ------- | ---------- | -------- | ------ |
| 1       | 41  | Brad Binder         | KTM         | 28      | 39:46.306  | 10       | 25     |
| 2       | 36  | Joan Mir            | Kalex       | 28      | +0.779     | 8        | 20     |
| 3       | 10  | Luca Marini         | Kalex       | 28      | +0.933     | 2        | 16     |
| 4       | 44  | Miguel Oliveira     | KTM         | 28      | +2.143     | 15       | 13     |
| 5       | 22  | Sam Lowes           | KTM         | 28      | +6.376     | 4        | 11     |
| 6       | 23  | Marcel Schrötter    | Kalex       | 28      | +6.513     | 9        | 10     |
| 7       | 97  | Xavi Vierge         | Kalex       | 28      | +15.544    | 6        | 9      |
| 8       | 24  | Simone Corsi        | Kalex       | 28      | +15.674    | 19       | 8      |
| 9       | 20  | Fabio Quartararo    | Speed Up    | 28      | +16.004    | 18       | 7      |
| 10      | 9   | Jorge Navarro       | Kalex       | 28      | +16.005    | 16       | 6      |
| 11      | 87  | Remy Gardner        | Tech 3      | 28      | +16.596    | 20       | 5      |
| 12      | 42  | Francesco Bagnaia   | Kalex       | 28      | +17.304    | 3        | 4      |
| 13      | 73  | Álex Márquez        | Kalex       | 28      | +17.458    | 7        | 3      |
| 14      | 77  | Dominique Aegerter  | KTM         | 28      | +18.138    | 23       | 2      |
| 15      | 40  | Augusto Fernández   | Kalex       | 28      | +23.816    | 13       | 1      |
| 16      | 13  | Romano Fenati       | Kalex       | 28      | +24.611    | 11       |        |
| 17      | 89  | Khairul Idham Pawi  | Kalex       | 28      | +25.617    | 24       |        |
| 18      | 4   | Steven Odendaal     | NTS         | 28      | +28.019    | 22       |        |
| 19      | 27  | Iker Lecuona        | KTM         | 28      | +28.173    | 25       |        |
| 20      | 64  | Bo Bendsneyder      | Tech 3      | 28      | +36.398    | 21       |        |
| 21      | 51  | Eric Granado        | Suter       | 28      | +40.199    | 27       |        |
| 22      | 16  | Joe Roberts         | NTS         | 28      | +41.509    | 29       |        |
| 23      | 21  | Federico Fuligni    | Kalex       | 28      | +1:04.024  | 31       |        |
| 24      | 18  | Xavier Cardelús     | Kalex       | 27      | +1 vuelta  | 32       |        |
| 25      | 62  | Stefano Manzi       | Suter       | 21      | +7 vueltas | 30       |        |
| Ret     | 32  | Isaac Viñales       | Kalex       | 16      | Retirado   | 14       |        |
| Ret     | 52  | Danny Kent          | Speed Up    | 7       | Caída      | 12       |        |
| Ret     | 45  | Tetsuta Nagashima   | Kalex       | 4       | Caída      | 26       |        |
| Ret     | 7   | Lorenzo Baldassarri | Kalex       | 2       | Caída      | 5        |        |
| Ret     | 54  | Mattia Pasini       | Kalex       | 1       | Caída      | 1        |        |
| Ret     | 5   | Andrea Locatelli    | Kalex       | 1       | Caída      | 17       |        |
| DNS     | 95  | Jules Danilo        | Kalex       | 0       | No corrió  | 28       |        |
| DNS     | 66  | Niki Tuuli          | Kalex       |         | No corrió  |          |        |
| 1.      |     |                     |             |         |            |          |        |
| Fuente: |     |                     |             |         |            |          |        |

### Resultados Moto3
| Pos.    | N.º | Piloto                 | Constructor | Vueltas | Tiempo    | Parrilla | Puntos |
| ------- | --- | ---------------------- | ----------- | ------- | --------- | -------- | ------ |
| 1       | 88  | Jorge Martín           | Honda       | 27      | 39:36.427 | 1        | 25     |
| 2       | 12  | Marco Bezzecchi        | KTM         | 27      | +2.515    | 7        | 20     |
| 3       | 17  | John McPhee            | KTM         | 27      | +2.571    | 8        | 16     |
| 4       | 42  | Marcos Ramírez         | KTM         | 27      | +2.936    | 2        | 13     |
| 5       | 44  | Arón Canet             | Honda       | 27      | +3.028    | 5        | 11     |
| 6       | 5   | Jaume Masiá            | KTM         | 27      | +3.341    | 4        | 10     |
| 7       | 84  | Jakub Kornfeil         | KTM         | 27      | +3.532    | 21       | 9      |
| 8       | 65  | Philipp Öttl           | KTM         | 27      | +4.886    | 13       | 8      |
| 9       | 25  | Raúl Fernández         | KTM         | 27      | +5.383    | 17       | 7      |
| 10      | 71  | Ayumu Sasaki           | Honda       | 27      | +5.486    | 9        | 6      |
| 11      | 7   | Adam Norrodin          | Honda       | 27      | +5.610    | 16       | 5      |
| 12      | 16  | Andrea Migno           | KTM         | 27      | +9.938    | 24       | 4      |
| 13      | 48  | Lorenzo Dalla Porta    | Honda       | 27      | +10.027   | 15       | 3      |
| 14      | 8   | Nicolò Bulega          | KTM         | 27      | +10.360   | 25       | 2      |
| 15      | 22  | Kazuki Masaki          | KTM         | 27      | +10.467   | 22       | 1      |
| 16      | 23  | Niccolò Antonelli      | Honda       | 27      | +11.514   | 19       |        |
| 17      | 14  | Tony Arbolino          | Honda       | 27      | +11.712   | 6        |        |
| 18      | 27  | Kaito Toba             | Honda       | 27      | +20.039   | 23       |        |
| 19      | 10  | Dennis Foggia          | KTM         | 27      | +31.237   | 30       |        |
| 20      | 43  | Luca Grünwald          | KTM         | 27      | +32.768   | 26       |        |
| 21      | 81  | Stefano Nepa           | KTM         | 27      | +41.058   | 29       |        |
| Ret     | 19  | Gabriel Rodrigo        | KTM         | 24      | Caída     | 12       |        |
| Ret     | 32  | Ai Ogura               | Honda       | 24      | Caída     | 18       |        |
| Ret     | 33  | Enea Bastianini        | Honda       | 22      | Caída     | 3        |        |
| Ret     | 72  | Alonso López           | Honda       | 22      | Caída     | 20       |        |
| Ret     | 75  | Albert Arenas          | KTM         | 20      | Caída     | 11       |        |
| Ret     | 77  | Vicente Pérez          | KTM         | 18      | Retirado  | 27       |        |
| Ret     | 41  | Nakarin Atiratphuvapat | Honda       | 16      | Caída     | 28       |        |
| Ret     | 21  | Fabio Di Giannantonio  | Honda       | 15      | Caída     | 10       |        |
| Ret     | 24  | Tatsuki Suzuki         | Honda       | 5       | Caída     | 14       |        |
| 1. 2.   |     |                        |             |         |           |          |        |
| Fuente: |     |                        |             |         |           |          |        |